# Kim Kalicki
Kim Kalicki (Wiesbaden, 27 de junio de 1997) es una deportista alemana que compite en bobsleigh en las modalidades individual y doble.
Ganó cinco medallas en el Campeonato Mundial de Bobsleigh entre los años 2020 y 2025, y seis medallas en el Campeonato Europeo de Bobsleigh entre los años 2021 y 2025.
Participó en los Juegos Olímpicos de Pekín 2022, ocupando el cuarto lugar en la prueba doble.

## Palmarés internacional
| Campeonato Mundial | Campeonato Mundial           | Campeonato Mundial | Campeonato Mundial |
| Año                | Lugar                        | Medalla            | Prueba             |
| ------------------ | ---------------------------- | ------------------ | ------------------ |
| 2020               | Altenberg (Alemania)         | Medalla de plata   | Doble              |
| 2021               | Altenberg (Alemania)         | Medalla de plata   | Doble              |
| 2023               | Sankt Moritz (Suiza)         | Medalla de oro     | Doble              |
| 2024               | Winterberg (Alemania)        | Medalla de bronce  | Doble              |
| 2025               | Lake Placid (Estados Unidos) | Medalla de plata   | Doble              |
| Campeonato Europeo |                              |                    |                    |
| Año                | Lugar                        | Medalla            | Prueba             |
| 2021               | Winterberg (Alemania)        | Medalla de plata   | Doble              |
| 2022               | Sankt Moritz (Suiza)         | Medalla de oro     | Doble              |
| 2023               | Altenberg (Alemania)         | Medalla de bronce  | Individual         |
| 2023               | Altenberg (Alemania)         | Medalla de bronce  | Doble              |
| 2024               | Sigulda (Letonia)            | Medalla de plata   | Doble              |
| 2025               | Lillehammer (Noruega)        | Medalla de plata   | Doble              |